# Neoeutrypanus nitidus
Neoeutrypanus nitidus är en skalbaggsart som först beskrevs av White 1855.  Neoeutrypanus nitidus ingår i släktet Neoeutrypanus och familjen långhorningar.
Artens utbredningsområde är Venezuela. Inga underarter finns listade i Catalogue of Life.